# Испанско-кабо-вердианские отношения
Отношения между Испанией и Кабо-Верде — двусторонние дипломатические отношения между Испанией и Республикой Кабо-Верде.

## Дипломатические отношения
Испания и Кабо-Верде поддерживают дипломатические отношения с 21 декабря 1977 года. Двусторонние отношения между Испанией и Кабо-Верде всегда были в хорошем состоянии после визита в Мадрид премьер-министра Жозе Марии Невеша в марте 2007 года и подписания важных соглашений: рамочного соглашения о сотрудничестве по вопросам миграции «последнего поколения»; политического меморандума о взаимопонимании; трех международных соглашения о сотрудничестве в судебной сфере; Меморандума о совместном наблюдении за морскими пространствами; IV Совместной комиссии по сотрудничеству 2007-09 и открытия посольства Испании в Прае в июле 2007 года. Испания включила Кабо-Верде в число приоритетов своей внешней политики в странах Африки к югу от Сахары по нескольким причинам:
- Кабо-Верде стало эталоном на субконтиненте Африки к югу от Сахары с точки зрения демократического управления, верховенства закона, уважения прав и свобод и динамизма гражданского общества
- Кабо-Верде придерживается содействию устойчивому развитию и борьбе с бедностью, а также прогрессу в экономических и социальных вопросах.
- Испания и Кабо-Верде имеют четкие общие интересы, такие как необходимость активизации сотрудничества, борьба с незаконным оборотом, содействие торговым отношениям или прямым инвестициям в страну.
- Соседство между Кабо-Верде и Канарскими островами, которое делает Испанию государством-членом Европейского Союза, географически ближайшим к Кабо-Верде, и умножает возможности для интенсификации отношений в экономической, торговой, культурной, научной или образовательной сферах.
- Испанию и Кабо-Верде связывают традиции сотрудничества в области безопасности и обороны. Основные проблемы для Кабо-Верде в вопросах безопасности и обороны связаны с статусом островного государства, его геостратегическим положением, а также с трудностями, которые власти Кабо-Верде испытывают, контролируя географически распределенную и фрагментированную территорию.

## Экономические отношения
Несмотря на ограниченный размер рынка, близость Канарских островов, а также туристический потенциал, Кабо-Верде обусловливает интенсивные двусторонние экономические отношения, при этом Испания является его основным торговым партнером. В этом смысле, согласно последним данным INE за 2014 год, Испания является первым пунктом назначения экспорта из Кабо-Верде (67% от общего объема).

### Коммерческие отношения с Канарскими островами
В 2012 году Канарские острова увеличили как свой экспорт, так и импорт с Кабо-Верде: было экспортировано 14,6 млн евро с положительным годовым восстановлением на 0,9%, а импорт превысил 182,12 тыс. евро, что привело к положительному годовому колебанию на 18,9%. Основным импортируемым товаром были мясные консервы и рыба, составлявшие 37%.

## Сотрудничество
Кабо–Верде было приоритетной страной для сотрудничества с Испанией в течение срока действия III Генерального плана на 2009–2012 годы. Базовое соглашение о сотрудничестве было подписано обеими странами в 1979 году, в рамках него были заключены четыре смешанные комиссии. В рамках IV Совместной комиссии по сотрудничеству, первоначально действовавшей в период 2007–2009 годов, объем сотрудничества в размере 27 миллионов евро в год был заключен на безвозмездной основе.
IV Смешанная комиссия была продлена в сентябре 2010 года до утверждения будущих рамок партнерства. IV Генеральный план на 2013–2016 годы предусматривал постепенное завершение программы двустороннего сотрудничества. Динамика, предоставляемая Кабо-Верде, отражает большое значение, придаваемое стране Испанией (77 миллионов евро за период 2007–2011 годов), а также значительное превышение обязательств выплат, установленных IV Смешанной комиссей во время её действия: 15,1 млн. евро (2007 год), 15,4 млн. евро (2008), 17,6 млн. евро (2009), 17,6 млн. евро (2010), 11,1 млн. евро (2011), 3,5 млн. евро (2012, оценочная цифра) и 111 800 евро (2013).
Выделяется участие Испании в бюджетной поддержке Кабо-Верде (более 20 миллионов евро в период 2007–2012 годов). В 2011 году было выделено 4,4 млн. евро, а в 2012 году была произведена окончательная выплата в размере 3 млн. евро (по сравнению с первоначально запланированными 4,6 млн. евро).

## Дипломатические миссии
Кабо-Верде имеет посольство в Мадриде, генеральное консульство в Лас-Пальмас-де-Гран-Канария и два консульства в Аликанте и Ла-Корунье.
Испания имеет посольство в Прае.